# Березницкий, Игорь Николаевич
Игорь Николаевич Березницкий (род. 10 мая 1971, Зеленогорск, Красноярский край) — советский и российский дзюдоист, чемпион и призёр чемпионатов России, чемпион СНГ и Европы, чемпион мира среди студентов, Заслуженный мастер спорта России (2000).

## Биография
Начал заниматься дзюдо в школе олимпийского резерва «Олимп» Зеленогорска у Александра Трифонова. Впоследствии перешёл в школу олимпийского резерва по дзюдо ДФСК «Локомотив» к тренеру Алексею Кривкову. Был кандидатом в олимпийскую сборную страны.

## Спортивные достижения
- Открытый чемпионат США 1990 года (свыше 95 кг) — ;
- Открытый чемпионат США 1990 года (абсолютная категория) — ;
- Чемпионат СНГ по дзюдо — ;
- Чемпионат России по дзюдо 1995 года — ;
- Чемпионат России по дзюдо 1996 года — ;